# Valerie (canção)
"Valerie" é uma canção gravada pelo grupo musical britânico The Zutons, contida no segundo álbum de estúdio da banda, Tired of Hanging Around (2006). A sua composição foi realizada por Dave McCabe, Russell Pritchard, Sean Payne, Abi Harding, Paul Molloy e Boyan Chowdhury, enquanto que a sua produção foi realizada pelo inglês Stephen Street. Derivada de elementos da música independente e do blues, o tema foi escrito para um amigo de McCabe e relata o dia a dia do rapaz após o fim do seu relacionamento. O seu lançamento ocorreu em 16 de Junho de 2006, servindo como o segundo single do disco, através da editora discográfica Sony Music.
Após o seu lançamento, a composição foi recebido com opiniões geralmente positivas pelos profissionais especializados em música, que elogiou a sua sonoridade, assemelhando-a às canções dos anos 1980, e notaram a referência feita à dupla inglesa Tears For Fears. Comercialmente, o single também obteve um desempenho favorável; contudo, não conseguiu expandir-se para além do território europeu, figurando apenas na nona colocação da lista oficial das mais vendidas do Reino Unido e na 32.ª na lista publicada na Irlanda.
O vídeo musical acompanhante foi dirigido por Scott Lyon e lançado digitalmente pela iTunes Store, em 8 de Junho de 2006. A música foi regravada por vários cantores, incluindo Amy Winehouse e Louis Tomlinson, da boy band inglesa One Direction.

## Antecedentes e composição
"Valerie" é uma canção derivada de elementos da música independente e do blues dos anos 1980. A sua gravação decorreu em inícios de 2006, no estúdio Townhouse Studios, em Londres, Inglaterra, sob a produção de Stephen Street. A música foi escrita para um amigo de Dave McCabe, vocalista do grupo, que ele conhecera nos Estados Unidos, e que havia sido preso por dirigir embriagado, após o fim do seu relacionamento. Segundo McCabe, "Valerie" foi escrita quando ele iria visitar a sua mãe, ainda no carro. "A música inteira foi composta antes de eu chegar lá (...) Então, vinte minutos, no máximo", revelou ele em entrevista ao periódico britânico The Independent.
A letra foi composta por Dave McCabe, com o auxílio dos demais integrantes da banda: Russell Pritchard, Sean Payne, Abi Harding, Paul Molloy e Boyan Chowdhury. Liricamente, retrata o dia a dia do amigo de Dave após o fim do seu relacionamento, questionando o porquê de a ex-namorada do rapaz não ir visitá-lo na prisão. De acordo com a partitura publicada pela Sony/ATV Music Publishing, a música foi escrita em compasso de tempo comum com um ritmo de 84 batidas por minuto, em uma clave de dó maior e o vocal de Dave varia entre as notas G4-B♭5, com sequência básica de Mi-Fá.

## Desempenho comercial
"Valerie" estreou na parada musical britânica, a UK Singles Chart, na 9.ª colocação da edição de 1.º de Julho de 2006, o seu melhor desempenho nesta lista, com mais de treze mil unidades comercializadas. Simultaneamente, entrara na 19.ª posição da Euro Digital Songs, que lista as músicas mais vendidas digitalmente no continente europeu a cada semana. Mais tarde, o single saltou para o 12.º posto, conquistando a sua posição mais elevada desta parada. Na Irlanda, a obra acabou por debutar em sua posição mais elevada na IRMA Singles Chart, a 32.ª, uma semana antes de a música estrear na tabela do Reino Unido.

### Posições
| Tabela musical (2006)                   | Melhor posição |
| --------------------------------------- | -------------- |
| Irlanda (IRMA Singles Chart)            | 32             |
| Reino Unido (UK Singles Chart)          | 9              |
| Reino Unido (Official UK Digital Songs) | 17             |
| União Europeia (Euro Digital Songs)     | 12             |

## Versão de Mark Ronson e Amy Winehouse
"Valerie" foi regravada pelo disc jockey (DJ) inglês Mark Ronson e pela britânica Amy Winehouse em dezembro de 2006, para o segundo álbum de estúdio de Ronson, Version (2007) e a reedição do segundo trabalho de Winehouse, Back to Black (2006). Nesta versão, a obra deriva dos estilos R&B e soul, sendo que a letra não sofreu alterações em relação à original. Ronson ficou a cargo da produção e dos arranjos, enquanto Winehouse contribuiu com os seus vocais. O tema foi lançado em 15 de outubro de 2007 no Reino Unido, servindo como o quinto single do álbum do produtor e o primeiro do disco da cantora, através da editora discográfica Columbia Records.
A composição recebeu análises mistas dos profissionais especializados, que elogiaram os vocais da cantora, mas criticaram as poucas alteração feitas na canção em relação à versão de The Zutons. Comercialmente, obteve um desempenho bastante positivo. No Reino Unido, entrou no 12.º lugar da lista oficial das mais vendidas e conseguiu como melhor posição o número dois, acompanhado pela primeiro lugar da lista destinada às faixas de música urbana. No mercado internacional, destacou-se principalmente no continente europeu, tendo atingido as cinco primeiras posições de países como Áustria, Alemanha, Irlanda e Suíça, e feito aparições no top dez das paradas da Bélgica, Croácia e Portugal, chegando à extremidade das tabelas da Escócia e Países Baixos. Na Oceania e na América, não conseguiu o mesmo destaque, mas ainda assim conseguiu enumerar-se dentre as quarenta primeiras de países como Nova Zelândia e Estados Unidos.
O vídeo musical acompanhante foi dirigido por Robert Hales e lançado em 11 de setembro, através do canal de Ronson no serviço Vevo. Amy Winehouse estava escalada para participar das gravações do teledisco, mas não o fez, devido aos problemas que estava a enfrentar. Como forma de divulgação, a música foi interpretada em vários programas televisivos, bem como na cerimônia BRIT Awards de 2008, onde havia sido indicada à categoria "Single Britânico". O tema também foi incluído no repertório da turnê promocional do CD de Winehouse e, após a sua morte, foi interpretada por Ronson, em agosto de 2011, em um show que ele fizera em Londres, Inglaterra, em homenagem à artista. O trabalho também foi editado em uma versão ao vivo e a solo e incluído na primeira compilação póstuma da cantora, Lioness: Hidden Treasures (2011).
Em 2008, os integrantes da banda The Zutons revelaram que, mesmo sendo os autores do material, muitos pensavam que "Valerie" foi escrita por Amy Winehouse e que, ao apresentá-la ao vivo, a plateia pensava que eles estavam a interpretar uma versão cover da música.

### Antecedentes e composição

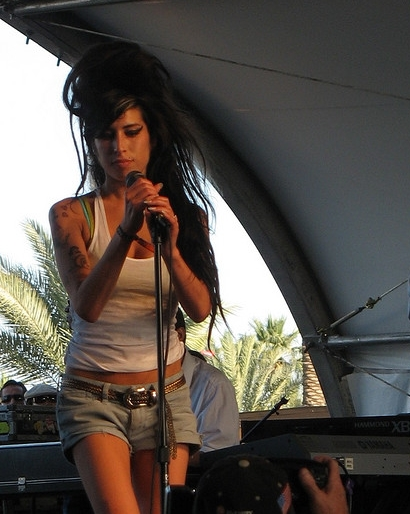
Após Ronson pedir-lhe uma sugestão de uma música, Winehouse mostrou-o "Valerie" e, posteriormente, gravou-a com o produtor.

Em dezembro de 2006, aproximadamente dois meses após o lançamento de Back to Black, segundo álbum de estúdio de Amy Winehouse, Ronson decidira concluir os projetos com o seu álbum, Version, o qual consiste em regravações de outros artistas e possui a contribuição de artistas como Lily Allen, Robbie Williams e Paul Smith. No seu estúdio, ele pediu a sugestão de Winehouse sobre alguma música que ele pudesse gravar para o seu disco. Ela o sugeriu "Valerie", do grupo The Zutons. Sobre esse episódio, Ronson comentou:
"Amy e eu tínhamos acabado de gravar o seu álbum, Back to Black, e eu estava quase terminando com meu álbum. Eu disse a ela: 'Ouça, eu realmente quero executar uma canção (...) Devemos fazer algo no meu álbum'. Eu, então, perguntei-lhe se conhecia alguma canção de rock dos últimos dez anos e ela apenas deu-me um olhar vazio. E eu estava tipo, 'Vamos, você tem que saber alguma coisa'. Ela só escuta músicas dos anos 50 e 60, mas ela pensou sobre isso e ela disse que gostava de 'Valerie' por The Zutons (...) Mas eu nunca sequer havia escutado isso, então eu tinha de ouvi-la primeiro. Então, nós decidimos fazer isso. Depois, chegamos a uma conclusão e a gravamos".
Após escutar a canção, Mark Ronson acabou por gravá-la com Winehouse, que não concordou em fazer quaisquer alterações na letra da canção. Contudo, nesta versão, a dupla decidiu incorporar elementos de R&B e soul em sua melodia, abordando também o estilo Motown dos anos 1960. A gravação da canção decorreu ainda em dezembro, no estúdio Metropolis Studios, em Londres, Inglaterra, sob a produção do próprio Ronson, que também se encarregou de programação musical e arranjos, enquanto que Nick Movshon responsabilizou-se pelo baixo elétrico. Homer Steinweiss ficou a cargo da bateria, Binky Griptite e Thomas Brenneck trataram das guitarras, e Ian Hendrickson-Smith e Neal Sugarman contribuíram com os saxofones tenor e barítono, respectivamente. Nota-se, ainda, a presença do trompete de Dave Guy, da viola de Bruce White, Ivo Van Der Werff, Peter Lale e Rachel Bolt, ao passo que Winehouse emprestou os seus vocais.
Embora a versão original da canção seja de The Zutons, os integrantes da banda revelaram que, quando eles a apresenta ao vivo, a plateia acaba por pensar que eles estão a fazer um cover da música de Winehouse. "Todos pensam que Amy Winehouse escreveu 'Valerie' (...) Eu creio que a vêem como uma canção de Amy... Eu não me importo", revelou Dave McCabe, responsável pela maior parte da composição, à revista britânica NME.

### Desempenho comercial
Com mais de nove mil cópias digitais vendidas em sua semana de lançamento, "Valerie" fez sua estreia no 12.º posto da tabela musical do Reino Unido, a UK Singles Chart, na edição de 6 de outubro de 2007, a entrada de maior sucesso alcançada por um trabalho de Winehouse no país — superando "Rehab", que entrara na lista no 19.º lugar, em outubro de 2006. Na sua segunda semana de vendas, o single saltou para a sétima colocação, com outras quinze mil unidades exportadas. Sete dias mais tarde, subiu para o número três, com mais dezenove mil réplicas faturadas. Deste feito, a obra acabou por conquistar a melhor posição alcançada por um single da cantora na lista — vinda a superar mais uma vez "Rehab", que atingira a sétima posição, em novembro do ano anterior. No dia 27 do mesmo mês, "Valerie" chegou à vice-liderança da parada, ficando atrás somete de "About You Now" (2007) do grupo feminino inglês Sugababes, que se mantivera no topo pela sua quarta semana consecutiva. Em 4 de novembro, o trabalho caiu para o quinto lugar, embora tenha faturado outros 33 mil exemplares, mantendo-se na posição na edição seguinte, com mais 29 mil unidades faturadas. De acordo com a Official Charts Company (OCC), "Valerie" vendeu 329 mil unidades em território britânico em três meses, terminando como a nona canção mais comprada de 2007. O single é o mais bem vendido da carreira de Amy Winehouse no país, com um total de 780 mil unidades distribuídas.
| Tabela musical (2007 - 2011)                                  | Melhor posição |
| ------------------------------------------------------------- | -------------- |
| Alemanha (Media Control Charts)                               | 3              |
| Austrália (ARIA Charts)                                       | 34             |
| Áustria (Ö3 Austria Top 40)                                   | 5              |
| Bélgica (Airplay Chart top 50 de Flandres)                    | 7              |
| Croácia (Hrvatska Airplay Radio Chart)                        | 6              |
| Escócia (Scottish Singles and Albums Charts)                  | 1              |
| Eslováquia (IFPI República Eslovaca)                          | 27             |
| Estados Unidos (Billboard R&B Digital Songs)                  | 28             |
| Hungria (Magyar Hanglemezkiadók Szövetsége)                   | 38             |
| Irlanda (IRMA Singles Chart)                                  | 3              |
| Nova Zelândia (Recording Industry Association of New Zealand) | 29             |
| Países Baixos (MegaCharts)                                    | 1              |
| Países Baixos (Radio Airplay Chart)                           | 1              |
| Polônia (Związek Producentów Audio Video)                     | 41             |
| Portugal (Portugal Digital Songs)                             | 7              |
| Reino Unido (UK Singles Chart)                                | 2              |
| Reino Unido (Urban Contemporary Songs)                        | 1              |
| Reino Unido (Official UK Digital Songs)                       | 2              |
| Suíça (Schweizer Hitparade)                                   | 4              |
| União Europeia (Euro Digital Songs)                           | 2              |

| Região (Certificador) | Certificação | Vendas   |
| --------------------- | ------------ | -------- |
| Alemanha (BVMI)       | Ouro         | 150.000+ |
| Reino Unido (BPI)     | Platina      | 780.000+ |